# Еміліо Брента
Еміліо Брента (італ. Emilio Brenta, 24 серпня 1889, Турин - 22 жовтня 1978, Рокка-Пріора) - італійський адмірал, учасник Другої світової війни.

## Біографія
Еміліо Брента народився 24 серпня 1889 року в  Турині. У 1906 році вступив до Військово-морської академії в Ліворно, яку закінчив у 1910 році у званні гардемарина. Брав участь в італійсько-турецькій війні на борту крейсера «Піза».
У 1915 році отримав звання лейтенанта. Брав участь у Першій світовій війні на борту канонерського човна «Джуліана», крейсерів «Джованні Бозан» та «Варезе». У 1916 році ніс службу на військово-морській базі у Валоні, потім на борту броненосців «Вітторіо Емануеле» та «Сарденья». У вересні 1917 року за участь у бойових діях в північній Адріатиці був нагороджений Срібною медаллю «За військову доблесть».
Протягом 1919-1923 років Еміліо Брента командував міноносцями «Асторе», «Каліпсо», «13 OS» та «Ерідано», після чого був офіцером-аташе командування військово-морських сил Середземного моря на борту лінкора «Конте ді Кавур». Після присвоєння звання капітана III рангу  він був призначений в оперативний офіс військово-морського командування в Полі, а пізніше в Міністерство військово-морського флоту в Римі.
Після отримання звання капітана II рангу був призначений капітаном есмінця «Джузеппе Децца». Протягом 1930-1933 років був заступником капітана лінкора «Кайо Дуіліо», капітаном лідера есмінців «Карло Мірабелло», есмінця «Джузеппе Чезаре Абба», і зрештою командував Школою військово-морського командування (італ. Scuola di comando navale).
Після отримання звання капітана I рангу ніс службу у штабі військово-морських сил в Римі. Протягом 1936-1938 років був капітаном лінкора «Джуліо Чезаре».
Потім Еміліо Брента був переведений до Риму, отримавши звання контрадмірала, до 1942 року ніс службу у Верховній раді флоту (італ. Consiglio superiore navale), у Вищому комітеті з координування технічних проєктів (італ. Comitato superiore di coordinamento dei progetti tecnici), в Комітеті проєктів військових кораблів (італ. Comitato per i proggetti delle navi) і в Комітеті проєктів морських озброєнь (італ. Comitato per i proggetti delle armi navale).
13 лютого 1941 року Еміліо Брента був у складі італійської делегації, куди також входили Артуро Ріккарді, Раффаеле де Куртен та Карло Джартозіо, яка зустрілась в Мерано з командувачами Крігсмаріне Еріхом Редером та Куртом Фріке для вироблення спільної стратегії дій проти флотів союзників.
Отримавши звання дивізійного адмірала, Еміліо Брента був ненадовго призначений заступником начальника штабу в ВМС Італії, а потім командиром 5-ї військово-морської дивізії. На початку вересня 1943 року, за кілька днів до проголошення капітуляції Італії він бів призначений командувачем Військово-морського департаменту Північної Адріатики зі штаб-квартирою у Венеції, замінивши адмірала Фердінандо ді Савоя-Дженова.
Після капітуляції Венеція була оточена німецькими  військами, які погрожували розбомбити місто. Після тривалих переговорів 11 вересня Еміліо Брента здав Венецію та її гарнізон із 16 000 чоловік, а потім був доставлений до табору військовополонених у місті Скоки у Польщі. Там він перебував до кінця січня 1945 року, допоки не був звільнений Червоною армією.
Еміліо Брента зміг повернутися до Італії наприкінці 1945 року, після чого став членом, а протягом 1947-1949 років президентом Спеціальної слідчої комісії. Пізніше він був членом Комісії, яка до 1952 року розслідувала діяльність осіб, звинувачених у військових злочинах. За цю діяльність нагороджений орденом «За заслуги перед Італійською Республікою». Потім він до 1956 року був президентом міжміністерської комісії, якій  доручено вивчати проблему військового постачання. У 1959 році його перевели до військово-морського резерву. Помер у 1978 році у Рокка-Пріора, поблизу Риму.

## Нагороди
- Бронзова медаль «За військову доблесть»
- Хрест «За військові заслуги»
- Офіцер Ордена Святих Маврикія та Лазаря
- Великий офіцер Ордена Корони Італії
- Кавалер Колоніального Ордена Зірки Італії
- Великий офіцер Ордена «За заслуги перед Італійською Республікою»